# IC Manage
La IC Manage è un'azienda che fornisce software di gestione dei dati di progettazione per le aziende di semiconduttori finalizzato a gestire i database di progettazione dei circuiti integrati tra i vari team di progettazione. IC Manage fornisce inoltre software per le imprese su larga scala per i clienti Perforce. IC Manage fornisce uno strutturato workflow di progettazione dei circuiti integrati sia per l'elettronica analogica che per l'elettronica digitale.

## Storia
Nel 2004, la IC Manage introdusse una versione beta del suo software di gestione dei dati di progettazione commerciale che forniva il version control, la gestione della configurazione e il tracciamento degli errori del software. Il sistema di gestione della progettazione includeva un'interfaccia utente grafica del Cadence Design Framework e funzionava sia con i database Cadence che OpenAccess. Esso tracciava solo i files modificati ed archiviava i metadati riguardanti le revisioni e le configurazioni in un database relazionale separato dai dati di progettazione.
Nel 2007, la IC Manage annunciò il suo sistema di gestione dei dati di progettazione Global Design Platform (GDP). Il GDP era caratterizzato da un sistema di tracciamento bi-direzionale per le revisioni ed i derivati dei circuiti integrati; dalla possibilità di mixare, abbinare e riutilizzare i componenti ed i cores delle proprietà intellettuali dei semiconduttori attraverso siti di progettazione locali e remoti; da un sistema di tracking dei difetti e sincronizzazione dello spazio di lavoro quando un progettista riporta, risolve o verifica un errore del software.
Nel 2007 Nvidia produsse più di 100 chip che usavano il software IC Manage durante la progettazione.
Nel 2009, il software di gestione della IC Manage è stato menzionato come modello tecnologico in grado di consentire alle aziende di semiconduttori di svolgere il loro lavoro di progettazione presso sedi geografiche locali e remote, come parte di un significativo trend verso un lavoro di progettazione esterna in outsourcing in altri paesi. Il software della IC Manage crea un'area di lavoro che isola i dati di progettazione dalla directory sottostante.
Nel 2011, Deepchip.com ha classificato il IC Manage IP Central (IP Pro) come il numero 1 elemento da visionare alla Design Automation Conference.
Dal 2010 al 2014, la IC Manage è stata inclusa nella lista annuale "What to See at DAC" dalla società di analisi GarySmith EDA. Nel 2010 per Enterprise Tools, nel 2011 per Design Management, nel 2012 e 2013 per Design Debug, e nel 2014 nuovamente per Enterprise Tools.
Nel 2014, IC Manage è stata selezionata come una delle Deloitte Fast 500, una classifica delle 500 aziende in più rapida crescita nel Nord America nell'ambito tecnologia, media, telecomunicazioni, tecnologie pulite e life sciences. La IC Manage è infatti cresciuta del 178% durante un arco temporale di 4 anni, dal 2008 al 2012.

## Prodotti
- Global Design Platform (GDP) – nell'Aprile 2007, IC Manage annunciò il suo sistema di gestione dei dati di progettazione Global Design Platform (GDP).[3]
- IP Central/ IP Pro – Nel giugno 2011, la società introdusse la sua piattaforma IP Central indirizzata ai team di progettazione e verifica per il riutilizzo della proprietà intellettuale, inclusa la pubblicazione, la condivisione, l'integrazione e la revisione della proprietà intellettuale interna e di terze parti ed un tracciamento degli errori legati alla proprietà intellettuale.[13]
- IC Manage Views – Nel maggio 2012, la società annuncia il software di accelerazione del lavoro IC Manage Views, un file system in grado di riconoscere la versione e presentare panoramiche complete delle aree di lavoro virtuali e che su richiesta trasferisce i dati ad una cache locale.[14]

## Applicazioni dei clienti
- Broadcom, AMD e Nvidia sul riutilizzo della proprietà intellettuale (IP). Alla Design Automation Conference del 2012, tre clienti IC Manage tennero una presentazione sulle migliori pratiche e sull'uso di IC Manage per la progettazione del riutilizzo della proprietà intellettuale tra cui: approccio top-down per i frequenti check-in, secondo una metodologia di ramificazione, mettendo le IP in librerie di progetto, blocchi di IP all'interno di una libreria, e progettazione IP specification-driven.[15]
- Altera, Cambridge Silicon Radio e Xilinx per la progettazione basata sulla IP. Alla Design Automation Conference del 2013, tre clienti IC Manage discussero degli approcci alla progettazione e alla verifica utilizzando IC Manage: utilizzando un'unica repository per tutti i progetti, riutilizzando testbenches di simulazione, collegando il sistema di tracciamento degli errori al sistema di gestione dei dati, rendendo le informazioni di verifica parte dell'IP, progettando per high-level block function piuttosto che per chip, minimizzando le modifiche e restringendo l'accesso alla IP.[16]